# Concerts per a piano de Mozart
Wolfgang Amadeus Mozart va compondre 27 concerts per a piano i orquestra. Foren escrits entre 1767 i 1793. En aquests concerts, Mozart exhibeix una enorme habilitat tècnica i un domini complet dels recursos que ofereix l'orquestra, alhora que sap crear un ampli ventall d'afectes i emocions. Aquestes obres presenten, en línies generals, un caràcter improvisador i virtuosístic, sobretot en els primers moviments on explora totes les possibilitats tècniques del piano de l'època. Actualment, es considera que els concerts per a piano de Mozart constitueixen la cimera del concert clàssic i són els que més van influir en la música posterior. Tres dels seus concerts per a piano (els números 20, 21 i 23) es troben entre les obres més enregistrades del repertori clàssic.
L'estructura d'aquests concerts és la de tres moviments d'acord amb l'esquema clàssic: un primer moviment ràpid (sol ser un allegro), un segon moviment lent (un adagio o un andante) i un tercer moviment ràpid (normalment, un allegro, encara que també n'hi ha amb indicacions d'allegretto o presto). Pel que fa a la forma, els primers moviments sempre estan compostos en forma bitemàtica de tres parts o forma sonata, el segon moviment en forma de sonata abreujada, mentre que el tercer sol ser un rondó. Tots els concerts estan compostos en tonalitats majors, excepte dos d'ells: el núm. 20 en re menor i el núm. 24, en do menor. Els concerts presenten els segons moviments en una tonalitat diferent de la tonalitat principal, normalment en el to de la subdominant o en el to relatiu, com és el cas dels dos concerts escrits en mode menor (números 20 i 24), en què el segon temps està en el relatiu major, i cinc concerts en els que el segon moviments està escrit en el relatiu menor de la tonalitat principal: el núm. 4 (K. 41), el núm. 9 (K. 271), el núm. 10 (K. 456), el núm. 22 (K. 482) i el núm. 23 (K. 488).
La primera edició completa dels concerts fou la de Richault, publicada cap al 1850. Des de llavors, les partitures i els autògrafs han resultat assequibles a través de diverses edicions; entre d'altres, les de W. W. Norton, Eulenberg i Dover Publications.

## Els concerts per a piano
Els primers concerts per a piano van ser escrits per compositors com Carl Philipp Emanuel Bach, Johann Christian Bach, el Pare Soler, Johann Schobert i Joseph Haydn. Amb anterioritat, cal destacar el Concert de Brandenburg núm. 5 de Johann Sebastian Bach, en el que la part de teclat és la més destacada entre els instruments. Aquestes obres, en les que es produeix l'alternança entre els tutti orquestrals i els passatges virtuosístics dels solistes, tenen una estructura que segueix la tradició de les àries barroques, de les que els primers moviments dels concerts per a piano de Mozart van heretar els seves estructures ritornèl·liques. Una estructura similar es pot observar en els concerts per a violí d'Antonio Vivaldi, que va establir el nombre de tres moviments en els concerts; o en Viotti, que dividia el concert en sis secciones.
Mozart tenia en gran estima els seus concerts per a piano i alguns els va compondre tenint present que serien interpretats per ell mateix a Viena entre 1784 i 1786. Cal fer esement al fet que el seu pare, Leopold, li va fer escriure un «concert per a clavecí» als quatre anys, pocs mesos després d'haver iniciat els seus estudis de composició. Segons Philip Radcliffe, el concert clàssic és potser el gènere més proper a l'òpera i, per tant, no és d'estranyar que Mozart, un dels grans compositors que va sentir una gran atracció tant per l'òpera com per la música instrumental, trobés en el concert una forma particularment interessant.
Els concerts per a piano i orquestra de Mozart van ser ben estudiats per Donald Francis Tovey en els seus Essays in musical analysis (1903), i, més tard, van ser tractats com a tema principal en els llibres de Cuthbert Girdlestone (1940) i Arthur Hutchings (1948). El 1966, Hans Tischler publicà una anàlisi temàtica i estructural dels concerts, i també ho feren Charles Rosen, i Leeson i Robert Levin. Darrerament, per primera vegada, dos concerts (concretament els núm. 20 i 21) han estat analitzats en profunditat en una publicació elaborada per David Grayson i que forma part de les col·leccions del Cambridge Music Handbook.

### Primera etapa (1767-1778)
Els primers concerts per a piano de Mozart, els números 1-4 (K. 37, K. 39, K. 40 i K. 41) foren arranjaments per a orquestra i teclat de moviments de sonates d'altres compositors; per tant, no són obres originals. El reconeixement d'aquest fet va comportar una replantejament de la numeració dels concerts; per l'això, en alguns llibres (per exemple, els de Girdlestone) es fa referència als concerts amb numeracions de quatre unitats més petites de mida. Mozart també va realitzar tres arranjaments de sonates per a piano de Johann Christian Bach compostes el 1766: Op 5 núm. 2 en re major, Op. 5 núm. 3 en sol major i Op. 5 núm. 4 en mi bemoll major). Aquestes obres són les K. 107/1, K. 107/2 i K. 107/3 respectivament i probablement foren escrites entre 1771 i 1772 com es pot deduir a partir de l'anàlisi de la cal·ligrafia dels autògrafs.
El primer concert original de Mozart és el Concert per a piano núm. 6 en si bemoll major, K. 238, que data de 1776. Fou el seu inici real en el gènere i l'obra va gaudir d'una gran popularitat durant força temps. En aquest concert cal destacar que introdueix nou material temàtic a la primera secció del solo de piano.

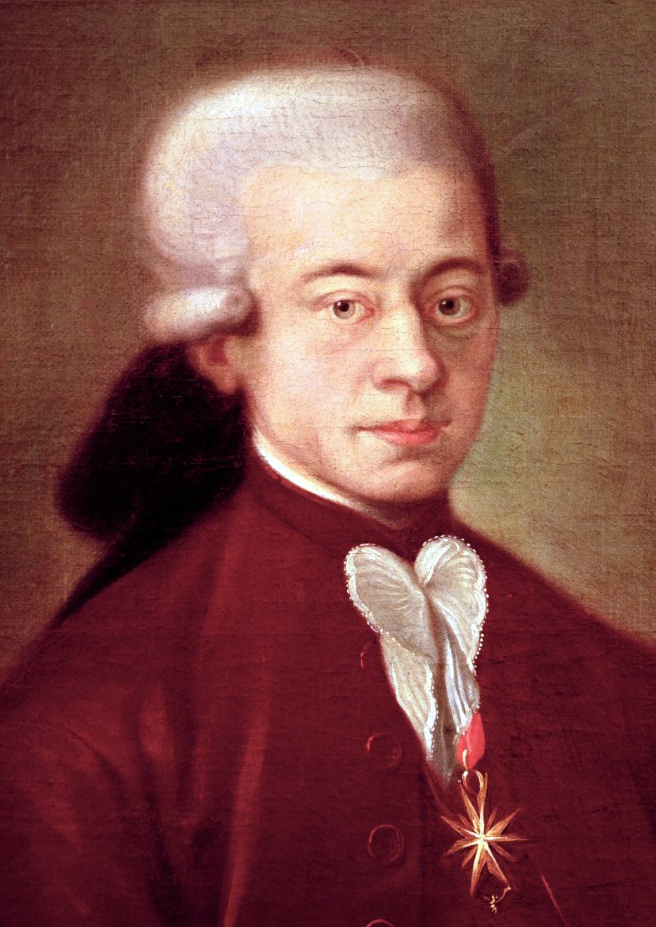
Mozart al 1777, any en què va compondre el seu Concert per a piano núm. 9. Aquest retrat fou pintat a Bolonya per un artista desconegut.

Els dos següents concerts, els números 7 i 8 (K. 242 i 246), no són considerats unes obres en les quals es produís un gran progrés, tot i que el núm. 7, el concert per a tres pianos, actualment sigui força conegut. Tot i així, nou mesos després d'haver escrit el núm. 8, Mozart va produir una de les primeres obres mestres: el Concert «Jeunehomme» núm. 9, K. 271. Aquesta obra ofereix un avanç decisiu en l'organització del primer moviment; a més a més, presenta uns trets atípics com ara la interrupció dramàtica de l'inici orquestral per part del piano tan sols després d'un compàs i mig. El darrer concert que va compondre Mozart a Salzburg fou el cèlebre núm. 10 per a dos pianos, K. 365. En aquesta obra, la presència del segon piano altera l'estructura "habitual" en la que interaccionen el piano i l'orquestra. Entre les obres d'aquesta primera etapa cal citar un fragment d'un concert per a piano i violí, K. A056/315f, iniciat per Mozart a Mannheim el novembre de 1778, obra que havia de ser interpretada pel violinista Ignaz Fränzl i per ell mateix al piano. El projecte fou abandonat quan el príncep elector Carles Teodor de Baviera va traslladar la cort i l'orquestra (de la qual formava part Franzl) a Múnic.

### Els tres primers concerts vienesos (1782-1783)
L'any 1781 es produeix la ruptura definitiva entre Mozart i el Príncep-Arquebisbe de Salzburg, Hieronymus von Colloredo. Wolfgang es va establir a Viena com a músic independent. Els disset concerts escrits en aquesta etapa vienesa ocupen un lloc central en la producció mozartiana. Els va compondre en primera instància com a repertori dels seus propis concerts públics i procurava que fossin del gust de la diversitat dels oients. Cadascun dels concerts de Viena és una obra mestra per ella mateixa i són un reflex del millor Mozart.
La tardor de 1782, uns divuit mesos després de l'arribada a Viena, Mozart va compondre una sèrie de tres concerts destinats a ser interpretats per ell mateix en els seus concerts per subscripció. Però a la primavera d'aquest any, va escriure per al concert núm. 5 un rondó finale de substitució, el K. 382, una obra que va aconseguir molta popularitat. També l'octubre de 1782 va completar un altre rondó en la major, el K. 386, que possiblement havia de ser un final alternatiu per al Concert núm. 12, K. 414. Aquest grup de tres concerts fou descrit per Mozart en una famosa carta que envià al seu pare:
| «                                                                               | Aquests concerts [números 11, 12 i 13] són un feliç mitjà entre el que és massa fàcil i massa difícil; són molt brillants, agradables a cau d'orella i naturals, sense arribar a ser insípids. Hi ha passatges aquí i allà dels que únicament els entesos poden aconseguir quedar satisfets, però aquests passatges estan escrits de manera que l'oient comú també els trobarà satisfactoris, encara que sense saber el perquè... En totes les coses, la daurada mitjana de la veritat no és més llarg, ni conegut o apreciat. Quan únicament es té la intenció de guanyar aplaudiments un ha escriure alguna cosa que sigui tan fútil que fins i tot un cotxer pogués taral·larejar-lo, o tan inintel·ligible que resulta agradable precisament perquè un home insensible pot entendre-ho. | » |
| — Carta de Mozart al seu pare des de Viena, amb data del 28 de desembre de 1782 | |   |

Aquest passatge mostra un important principi que orienta la composició dels concerts de Mozart: eren dissenyats per entretenir al públic i no només per satisfer un impuls artístic. D'altra banda, aquests tres primers concerts són força diferents de qualsevol altre concert mozartià: són obres relativament íntimes, tot i la grandesa burlesca del darrer. El Concert núm. 12 en la major, K. 414, el segon de la sèrie, és particularment subtil; sovint se l'ha descrit com a «tirolès», i guarda alguna semblança amb el Concert en la major, K. 488. Finalment, l'últim dels tres, el Concert núm. 13, K. 415, és potser l'obra més ambiciosa de la sèrie. Introdueix el primer tema, que té un caràcter militar, de la mà d'un cànon amb un impressionant inici orquestral. I l'últim moviment és considerat dels millors. Com el Concert núm. 12, K. 414, se l'ha comparat amb un gran concert posterior que està en la mateixa tonalitat: el Concert núm. 21, K. 467.

### Obres mestres de maduresa (1784-1786)

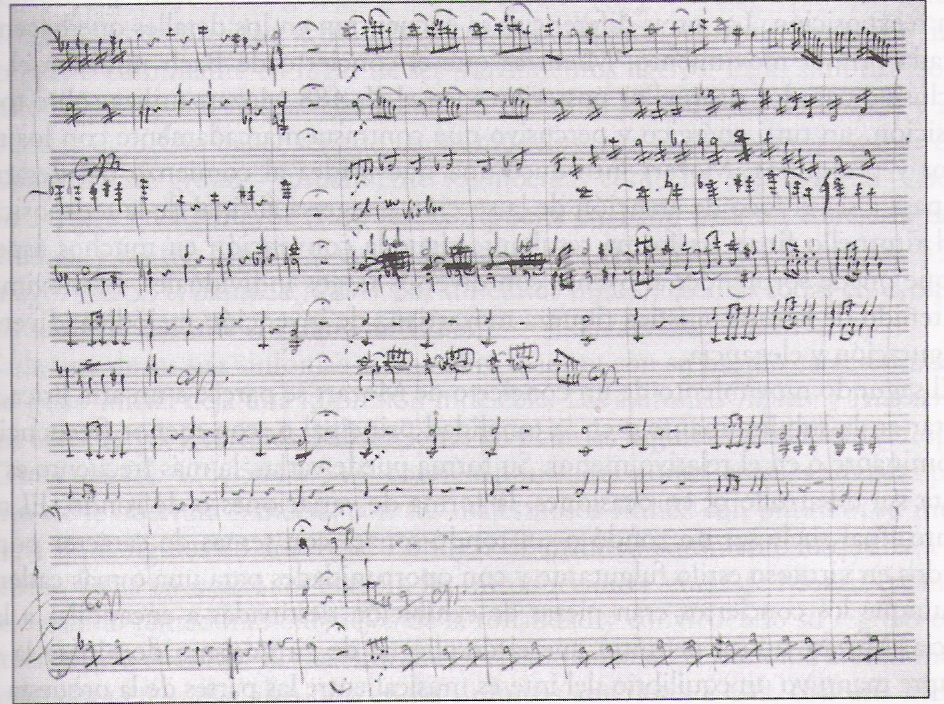
Pàgina del Concert núm. 21 en do major, K. 467, compost el febrer de 1785. És coneguda la rapidesa amb la que componia Mozart: es creu que, aquest concert en concret, el va acabar en un mes. Molts compositors haurien trigat un mes a copiar únicament un concert d'aquesta extensió (83 pàgines). Aquest concert té sorprenentment poques correccions i revisions, però cap a la meitat de la pàgina podem observar on Mozart va revisar un cert desequilibri.

El Concert núm. 14 en mi bemoll major, K. 449 representà un nexe d'unió entre els tres primers concerts vienesos i un període de gran creativitat que mai ha estat sobrepassat en la producció de concerts per a piano. Des de febrer de 1784 fins al març de 1786, Mozart compongué onze obres mestres; i el desembre de 1786 creà el núm. 25 (K. 503). Compost per a ser interpretat per la seva alumna Barbara Ployer, el Concert núm. 14 (K. 449) és la primera obra instrumental de Mozart que mostra la profunda influència de la seva escriptura operística. En el núm. 15 (K. 450), el següent, s'observa un retorn a un primerenc estil galant. D'altra banda, el núm. 16 (K. 451) és una obra no molt coneguda i hi ha una diversitat d'opinions entre alguns investigadors pel que fa a la seva qualitat: per exemple, Arthur Hutchings en fa una valoració més negativa, mentre que Girdlestone el valora de manera molt positiva. El primer moviment és molt «simfònic» en l'estructura i va més enllà en la recerca d'interaccions entre el piano i l'orquestra. Sorprenentment, Mozart deixa constància que el va completar únicament una setmana després d'acabar el concert anterior, el núm. 15 (K. 450).
Els tres concerts següents, el núm. 17 (K. 453), el núm. 18 (K. 456) i el núm. 19 (K. 459), poden ser considerats com a integrants d'un mateix grup, ja que tots ells comparteixen certs trets, com ara el mateix ritme a l'inici (ritme que també apareix en els concerts K. 415 i K. 451). El K. 453 fou escrit per a Barbara Ployer i és cèlebre en particular pel seu darrer moviment tot i que tot ell, en general, és una gran obra. Del següent concert, el núm. 18 en si bemoll major, K. 456, es va pensar durant molt de temps que havia estat escrit per ser interpretat a París per la pianista cega Maria Theresia von Paradis. Es tracta d'una obra breu que té un delicat moviment lent. Pel que fa al Concert núm. 19, K. 459, és una composició de caràcter alegre amb un excitant final.
L'any 1785 la producció concertística de Mozart es caracteritza pel contrast entre dues obres: el Concert núm. 20 en re menor, K. 466 i el Concert núm. 21 en do major, K. 467. Un cop més, es constata la velocitat compositiva de Mozart, ja que són obres escrites en un mateix mes. Cal destacar que el núm. 20 és el primer concert escrit en mode menor; és una composició fosca i tempestuosa. El núm. 21 és de caràcter més optimista. Ambdós concerts es troben entre les obres més populars de Mozart. L'últim concert compost aquell any, el Concert núm. 22 en mi bemoll major, K. 482, és una mica menys popular; probablement, perquè no té uns temes tan atractius com els dos anteriors. Mozart no va escriure cap cadència per aquests concerts.
El 1786, Mozart va compondre dos concerts més durant el mes de març. El Concert núm. 23 en la major, K. 488 és un dels més populars de tots els seus concerts per a piano, especialment el commovedor moviment lent en fa sostingut menor; curiosament, l'única obra que va escriure en aquesta tonalitat. El Concert núm. 24, K. 491 –que Hutchings considera la seva feina més subtil–, és una obra fosca i apassionant, encara més sorprenent per la seva restricció clàssica; el moviment final, tot un conjunt de variacions, és considerat per diversos especialistes com una obra «súblim». Finalment, la darrera obra de l'any fou el Concert núm. 25, K. 503; és un dels concerts clàssics més extensos, i rivalitza amb el Concert per a piano núm. 5 de Ludwig van Beethoven. Fou l'últim de les sèries regulars de concerts que Mozart va escriure per a formar part dels seus concerts per subscripció.

### Darrers concerts (1787-1791)

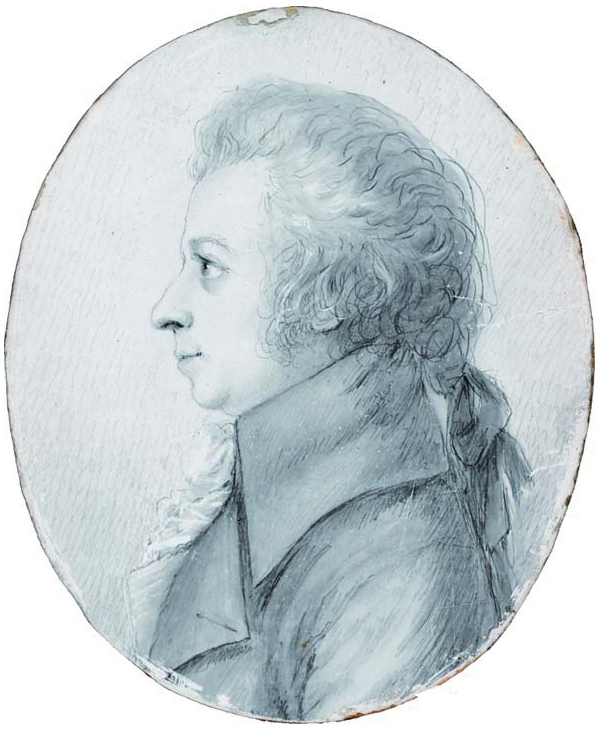
Mozart el 1789, per Doris Stock. Un any abans havia acabat la composició del Concert per a piano núm. 26, conegut com «de la Coronació» per haver estat interpretat en la coronació de Leopold II com a emperador l'octubre de 1790 a Frankfurt del Main.

El Concert núm. 26 «de la Coronació», K. 537, fou completat el febrer de 1788; es tracta probablement de la revisió d'un concert per a orquestra de cambra més petit. Aquesta composició ha estat objecte de crítiques a favorables i desfavorables. Malgrat alguns problemes estructurals, es tracta d'una obra popular. Sembla que en aquest mateix mes de febrer –o potser abans– Mozart comença a escriure dos fragments de concerts per a piano, el K. 537 en re major i el K. 537b re menor. Finalment, l'última obra, el Concert núm. 27, K. 595 fou la primera obra que Mozart va escriure en el seu darrer any de vida i representa un retorn de Mozart a la composició d'aquest tipus d'obres. La seva textura és lleugera, íntima i, fins i tot, elegíaca.

## Estructura dels concert per a piano
En les obres del seu període madur, Mozart creà una nova concepció del concert per a piano en la que intentava solucionar el difícil problema de com ha de ser tractat el material temàtic per part tant de l'orquestra com del piano. Amb l'excepció dels subtils concerts núm. 9 «Jeunehomme» (K. 271) i el núm. 12, (K. 414) –el «petit en la major»–, tots els seus millors exemples són els darrers concerts.

### El primer moviment
La forma dels primers moviments dels concerts per a piano de Mozart ha generat molta discussió. L'anàlisi dels concerts per a piano de Mozart dut a terme per Tovey en els seus Essays in musical analysis ha estat font d'inspiració per a molts estudis posteriors. Arthur Hutchings resumeix l'estructura general dels primers moviments en les següents seccions:
- Preludi (orquestra).[nota 8]
- Exposició (piano i orquestra), que acaba amb un trinat en la tonalitat dominant (per als concerts escrits en tonalitat major)[nota 9] o en la del relatiu major (pels concerts escrits en tonalitat menor).[nota 10]
- Primer ritornello (orquestra).
- Secció central (piano i orquestra).
- Reexposició (piano i orquestra).
- Ritornello final (orquestra; inclou sempre una cadenza per a piano).

Aquesta estructura és fàcil d'identificar quan s'escolta un concert, particularment perquè els finals de l'exposició i la recapitulació solen estar marcats per la presència de trinats.
S'ha intentat equiparar aquesta estructura amb la de la forma sonata però amb una doble exposició, de manera que:
- El preludi equivaldria a la introducció.
- L'exposició equivaldria a la segona exposició.
- La secció central equivaldria al desenvolupament.
- La recapitulació més el ritornello final equivaldrien a la recapitulació o reexposició més la coda.

Tot i així, encara que existeixin grans correspondències, aquesta simple equiparació no fa justícia amb l'esquema mozartià. Per exemple, el concert per a piano pot no incloure un segon grup ben definit de subjectes en el preludi i, en particular, no presenta una modulació definitiva a la dominant en aquesta secció, com seria d'esperar en una forma sonata. Fins i tot, encara Mozart se sentís lliure de canviar el sentit de la tonalitat al voltant d'aquesta i d'altres seccions. La raó perquè això succeeix, com assenyala Tovey, és que el propòsit del preludi és generar un sentit d'expectació que condueixi cap a l'entrada del piano, i això podria venir de la mateixa música i no només del títol que tingués la pàgina. Si en el preludi s'imposés una forma sonata completa aquest podria adoptar un cert caràcter autònom; de manera que, quan el piano entrés, no seria més que un fet accidental en el conjunt del moviment. Dit d'una altra manera, en la forma sonata, el primer grup de subjectes genera una expectació per al segon grup, amb el qual està vinculat; això tendiria a restar atenció i importància a l'entrada del piano, un efecte que, com observa Tovey, tan sols fou aprofitat per Beethoven. En canvi, en el concepte mozartià, l'entrada del piano és sempre un moment de gran importància i varia considerablement d'un concert a un altre. L'única excepció a aquesta regla és la dramàtica intervenció del piano en el segon compàs del Concert «Jeunehomme» que és, però, prou secundària com per no pertorbar l'estructura general. El preludi té el paper d'introduir i familiaritzar l'espectador amb el material que es farà servir en les seccions de ritornello, de manera que experimenti una sensació de retorn a cadascuna d'elles. Tècnicament, per tant, les seccions de ritornello només han d'incloure temes presentats prèviament en el preludi. A la pràctica, però, Mozart, de manera ocasional, es permet saltar aquesta norma. Per exemple, en el Concert per a piano núm. 19, el primer ritornello introdueix un nou tema que, no obstant, té un paper secundari, enllaçant les reafirmacions del primer tema.

### Material temàtic
El preludi és ric en material temàtic, ja que Mozart arriba a introduir fins a sis o més temes ben definits. Tenint en compte aquesta qüestió i segons el tipus de temes inclosos, aquests concerts es poden classificar en dos grans grups:
1. Concerts en els quals solen aparèixer temes ben marcats; en aquests grup trobaríem molts dels concerts més populars, com els números 19, 20, 21 i 23.
2. Concerts amb els temes menys destacats i amb un efecte general d'homogeneïtat; en aquest grup hi hauria els números 11, 16, 22 i 27. A mesura que evolucionava la manera de compondre de Mozart, en alguns moments, aquests temes es van fer menys estròfics, és a dir, formaven part d'un tot més unificat.

A més del material temàtic del ritornello, en l'exposició del piano gairebé tots els darrers concerts de Mozart incorporen nou material temàtic, amb les excepcions del concert K. 488 en la major i el K. 537. Hutchings els reconeix etiquetant els temes del ritornello amb les lletres majúscules i per ordre alfabètic (A, B, C…) i els temes de l'exposició amb caràcters en minúscula (x, i…). La majoria dels temes són introduïts en primer lloc pel piano però, de vegades (com per exemple, el tema 'i' del Concert per a piano núm. 19) l'orquestra hi juga aquest paper. Alguns cops, l'exposició comença amb un d'aquests nous temes (per exemple, en els concerts per a piano núm. 9, 20, 22, 24 i 25), però l'exposició pot començar també recuperant un dels temes del preludi.
A part dels temes del preludi i de l'exposició, habitualment l'exposició conté diverses seccions lliures on llueix el piano. Però, a allunyant-se de la concepció popular del concert per a piano i del seu desenvolupament durant el segle xix, aquestes seccions no són simplement exhibicions buides, sinó breus passatges que encaixen en l'esquema general.
Les seccions centrals, com succeeix en moltes produccions simfòniques de Mozart, normalment són breus i poques vegades contenen el tipus de desenvolupament associat a Beethoven. Mozart normalment genera les seves seccions combinant, condensant i modulant material temàtic, però no prenent un tema simple i desenvolupant-lo amb noves possibilitats. Tanmateix, com en el cas de totes les generalitzacions que concerneixen als concerts per a piano, això pot ser exagerat; per exemple, la secció central del Concert núm. 25 pot ser descrita com un autèntic desenvolupament però, en canvi, en altres concerts, com el Concert núm. 16, no és així.
Mozart usa els temes amb astúcia i apareixen junts de diverses maneres. Malgrat els avenços formals en el preludi, els temes són usats de vegades en diferents ordres, de manera que l'esquema d'un preludi ABCDE podia més tard convertir-se en ABADA o similar. Alguns dels materials del ritornello del preludi podien no aparèixer mai més, o només al final de tot. Així, en el Concert núm. 19 en fa major, el tema C no apareix més, mentre que l'E i el F només apareixen per finalitzar el moviment. Aquesta flexibilitat és especialment important en la recapitulació que, encara que comença amb l'habitual restabliment d'un tema del preludi, no és una simple repetició d'aquest. Més aviat el condensa i varia de manera que l'oient no li resulti monòton. El geni que s'observa en les obres madures de Mozart rau en el fet que sigui capaç de manipular una massa de material temàtic sense comprometre la concepció de la tonalitat; i l'oient, més que tenir la impressió que el compositor estigui "jugant" amb tots els temes sent que veritablement, com diu Grout, Mozart usa «l'art d'ocultar l'art».
Un altre aspecte de gran importància és la interacció entre el piano i l'orquestra. En els primers concerts, com el Concert núm. 13 en do major, així com en els seus concerts per a dos i a tres pianos, la interacció entre piano i orquestra és molt reduïda; però en els concerts posteriors desenvolupa àmpliament les delicades relacions entre ells com, per exemple, en el Concert núm. 16, K. 451. Els seus últims concerts es podrien descriure veritablement com a concerts per a " piano i orquestra ", en lloc dels concerts " per a piano " del segle XIX; com, per exemple, els d'Edvard Grieg.
Com que Mozart anava desenvolupant la forma dels seus concerts mentre els componia, sense seguir una "regla" preconcebuda, molts dels concerts contravenen una o altra de les esmentades generalitzacions. Així, el Concert en la major, K. 488, manca de nou material en l'exposició i simplement repeteix el material del preludi; és més, fusiona el primer ritornello i la secció central, com fa en el Concert en mi bemoll major, K. 449. En diversos dels seus darrers concerts no dubta a introduir nou material en les suposades seccions del ritornello, com en els concerts K. 459, el K. 488 i el K. 491; o en les seccions centrals, com s'observa en els concerts K. 453, K. 459 i K. 488.

### El segon moviment
Si s'analitzen els segons moviments dels concerts per a piano de Mozart, hi ha aspectes diversos però també uns trets comuns. Molts d'ells tenen la indicació d'Andante; però en algun cas, com en el Concert en la major (K. 488), la indicació és d'Adagio, presumiblement per accentuar la naturalesa commovedora del concert. En canvi, el moviment lent de l'alegre Concert núm. 19 en fa major és un Allegretto en consonància amb el caràcter de tota l'obra. Cuthbert Girdlestone considera que els moviments lents dels concerts per a piano de Mozart es classifiquen en cinc grups fonamentals: «galants», «romàntics», «somniadors», «meditatius» i «menors». Hutchings proposa la següent llista del tipus de moviment que tenen aquests concerts:
| K. 175: Forma sonata K. 238: Aria-sonata K. 242: Forma sonata K. 246: Ària K. 271: Ària K. 365: Diàleg binari K. 413: Ària estròfica binària K. 414: Ària estròfica binària | K. 415: Forma ternària amb coda K. 449: Forma ternària amb coda K. 450: Variacions amb coda K. 451: Rondó K. 453: Ària K. 456: Variacions K. 459: Forma sonata (però sense desenvolupament) K. 466: Romança | K. 467: Irregular K. 482: Variacions K. 488: Forma sonata K. 491: Romança K. 503: Forma sonata (però sense desenvolupament) K. 537: Romança K. 595: Romança |

### El tercer moviment
Els tercers moviments de Mozart generalment són un rondó, una forma lleugera i habitual en l'època. En dos casos, en els concerts K. 453 i K. 491, són un tema i variacions i, curiosament, tots dos moviments són considerats dels millors. En tres concerts –K. 450, K. 451 i K. 467– Mozart utilitzà la forma de rondó-sonata, amb el segon tema modulant a la dominant (si el moviment està en mode major) o al relatiu major (si està en mode menor).
Cal dir que la senzilla estructura de tornada-estrofa-tornada-estrofa-tornada d'un rondó no escapa a la creativitat de Mozart. La dificultat del compositor amb la típica estructura del rondó rau en el fet que és estròfica per naturalesa; per això, l'estructura està dividida en sèries molt diferenciades i en diverses seccions. Una estructura com aquesta no facilita la creació d'una unitat general en el moviment; per això, Mozart utilitza diferents recursos per intentar superar aquest problema. Per exemple, pot incorporar uns primers temes més complexos (com en el concert K. 595), donar-los un tractament contrapuntístic (com en el K. 459), o rítmic i variar el mateix tema (com en el concert K. 449). En general, els tercers moviments són tan variats com els primers, i la seva relació amb un rondó és tan estreta que posseeixen una primera melodia (la tornada) que torna a aparèixer.

## Consideracions sobre la interpretació
En els darrers anys, la interpretació dels concerts de Mozart s'ha convertit en un tema de força interès, amb debats en els que es tracta de la mida de l'orquestra, la seva instrumentació, les cadències usades, el paper del solista i del baix continu, i la improvisació de la part del piano.

### L'orquestra
Els concerts de Mozart van ser interpretats en vida del compositor amb una gran varietat d'arranjaments i, sense cap dubte, l'orquestra de la que podien disposar variava d'un lloc a un altre, fet que condicionava indubtablement la interpretació. Algunes obres més intenses –com ara els concerts per a piano nú. 11-13 (K. 413, K. 414 i K. 415)–, eren ideals per a ser executades en una sala d'algun aristòcrata amant de la música: el mateix Mozart els anunciava com de possible interpretació a quattro, id est i amb un quartet de corda acompanyant el piano.
En llocs més grans, com en sales, teatres o, fins i tot, a l'aire lliure, es podien emprar plantilles orquestrals de més músics, la qual cosa era un requisit per als concerts amb una instrumentació més gran i diversa, com en el Concert KV 503. En particular, els concerts posteriors presenten una secció de vent-metall molt integrada dins l'obra. Un anuari de l'any 1782 del Burgtheater de Viena mostra que, per al teatre, hi havia trenta-cinc membres de l'orquestra: sis violins primers i sis violins segons, quatre violes, tres violoncels, tres contrabaixos, un parell de flautes, de clarinets, d'oboès, de fagots, de trompes, de trompetes, i timbales.

### El piano

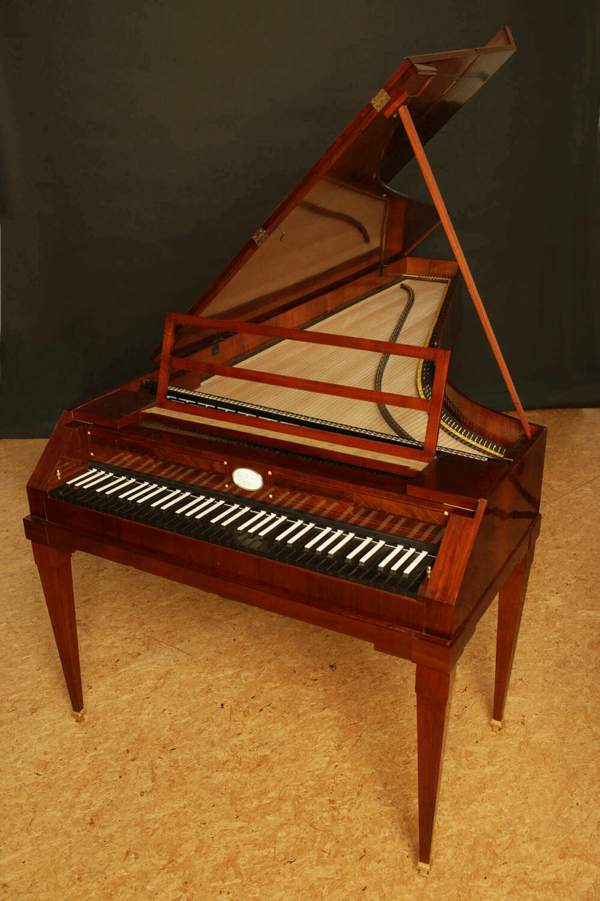
Fortepiano de Paul McNulty, circa 1805. Un instrument molt similar al que tindria el mateix Mozart. Es pot observar com en l'època era habitual trobar encara instruments amb el color de les tecles invertit: tecles naturals de color negre i tecles accidentals de color blanc.

Tot els darrers concerts de Mozart estaven escrits ja per a piano i no per a clavecí. Les seves primeres composicions d'obres per a teclat i orquestra, a partir de mitjans de la dècada del 1760, probablement eren per a clavecí. Però Nathan Broder va mostrar el 1941 que el mateix Mozart no va utilitzar el clavecí en cap concert a partir del Concert per a piano núm. 12 (K. 414). Encara que els primers pianos vienesos eren en general instruments força limitats, els fortepianos fabricats per l'amic de Mozart, Johann Andreas Stein i per Anton Walter, eren instruments molt admirats pel compositor i eren molt adequats per als propòsits del compositor. Per descomptat, els fortepianos de l'època eren instruments amb menys volum sonor que els moderns pianos de cua, de manera que l'equilibri sonor entre l'orquestra i el solista és difícil de reproduir amb els instruments actuals, especialment quan s'empren orquestres petites. L'increment de l'interès en la "interpretació autèntica" desenvolupat en les últimes dècades ha revifat, però, l'ús del fortepiano. Existeixen actualment alguns enregistraments que han reproduït el que creuen que seria la sonoritat de l'època de Mozart.

#### El piano com a baix continu
Sembla probable, encara que no és del tot segur, que el piano va poder recuperar el seu antic paper de baix continu en els  tutti  orquestrals dels concerts i, possiblement, també en altres obres de Mozart. Així es poden observar una sèrie de proves:
1. En les partitures autògrafes, la part de piano es localitza a la part de baix de la partitura (per sota dels baixos), en lloc de ser a la part central, com passa en les partitures modernes.
2. Mozart va escriure "CoB" al pentagrama inferior de la part de piano en els tutti,[nota 12] fet que implica que la mà esquerra havia de reproduir la part dels baixos. De vegades, aquest baix feia el baix continu –per exemple, en la primera edició d'Artaria dels concerts núm. 11, 12 i 13–; i el mateix Mozart i el seu pare van afegir figuracions a alguns dels concerts, com una tercera part per al piano del Concert núm. 7 per a tres pianos (K. 242), i el Concert núm. 8 (K. 246), on Mozart, fins i tot, arribà a retocar la figuració.

Però aquesta visió no està completament acceptada per tots els especialistes. Charles Rosen, per exemple, opina que la característica principal del concert per a piano és el contrast entre el solista, acompanyat, i les seccions del  tutti . Rosen argumenta que el baix continu publicat en el Concert núm. 13 (K. 415) fou un error atribuïble a Mozart, ja que la figuració que hi ha en el Concert núm. 8 (K. 246) havia estat detallada per Mozart en el cas d'orquestres de pocs músics (és a dir, una orquestra de corda sense instruments de vent), i que la indicació "CoB" era per l'entrada. En canvi, altres estudiosos, entre els quals cal esmentar Robert D. Levin, han al·legat que l'autèntica forma en què aquests concerts eren interpretats per Mozart i els seus contemporanis podria haver estat fins i tot molt més ornamentada que els acords suggerits en la figuració. Un lloc en el qual és molt habitual donar protagonisme al piano és en els últims compassos després de la cadència , on l'orquestra toca per si sola fins al final (excepte en el Concert núm. 24, K. 491). Però a la pràctica, els pianistes solen acompanyar l'orquestra.
La qüestió és complicada a causa de l'àmplia varietat actual pel que fa a instrumentació. Els primitius fortepianos produïen un so més "orquestral", que s'acoblava sense problemes des del fons de l'orquestra; així, una discreta part de continu podia haver enfortit la producció sonora de l'orquestra sense que es veiés perjudicada l'estructura ritornèl·lica pròpia dels concerts per a piano de Mozart. A més, en les interpretacions de l'època era normal que el solista dirigís l'orquestra, tasca que Mozart segurament faria, de manera que afegir el continu podria haver ajudat a mantenir la cohesió entre els integrants de l'orquestra. Finalment, caldria assenyalar que la immensa majoria de les interpretacions dels concerts per a piano de Mozart es fan actualment en viu, més que en estudis de gravació, on es tracta d'afavorir el so del piano; i la perfecta combinació sonora de piano i orquestra és més difícil d'aconseguir en un estudi que en una sala de concerts. Per aquest motiu, en determinats enregistraments la interpretació de la part del continu per part del solista pot resultar massa intrusiva i òbvia per a molts gustos. Tot i així, la interpretació del continu s'ha anat recuperant tímidament en els enregistraments actuals amb fortepiano. Aquesta iniciativa ha tingut un cert èxit en la majoria dels casos.

### Cadències
La fama de Mozart com a improvisador ha portat molts investigadors a pensar que les cadències i Eingänge, foren en gran part fruit de les seves pròpies improvisacions durant en els concerts públics. Però d'altra banda, també s'argumenta que les cadències pròpies de Mozart es conserven per a la majoria dels concerts i que, per tant, poder haver existit en altres concerts.
D'altra banda, les cadències no s'enviaven als editors com a part del concert i, fins i tot, podia esperar-se que altres pianistes en creessin de pròpies. Amb tot això, l'opinió està clarament dividida. Hi ha especialistes, com Arthur Hutchings, que opinen que cal optar per les cadències del mateix Mozart quan aquestes estan disponibles i quan no n'hi ha, usar les que més s'assemblin a l'estil de Mozart, especialment pel que fa a l'extensió; és a dir, cadències breus. El problema sorgeix, per exemple, en la cadència escrita pel jove Ludwig van Beethoven per al Concert per a piano núm. 20 del qual no es disposa de cadències del mateix Mozart; Hutchings creu que, tot reconeixent el geni de Beethoven, és una cadència massa llarga i sembla «peça dins d'una altra peça» que tendeix a trencar la unitat dels moviments com un tot.
Actualment, es conserven les cadències que el mateix Mozart va escriure per quinze dels seus concerts. La major part pertanyen a la seva etapa de maduresa. A més de les que s'inclouen en la llista següent, probablement hauria escrit també les cadències dels concerts núm. 20 i núm. 21, però s'han perdut.
| - Núm. 5 (K. 175): dues versions per a cada un dels dos primers moviments. - Núm. 8 (K. 246): dues per al primer moviment, tres pel segon. - Núm. 9 (K. 271): dues per cada moviment. - Núm. 10 (K. 365): per al primer i el segon moviments. - Núm. 11 (K. 413): per al primer i el segon moviments. - Núm. 12 (K. 414): per a tots els moviments, dues per al segon. - Núm. 13 (K. 415): per a tots els moviments. | - Núm. 14 (K. 449): per al primer moviment. - Núm. 15 (K. 450): per al primer i el tercer moviments. - Núm. 16 (K. 451): per al primer i el tercer moviments. - Núm. 17 (K. 453): dues per al primer i el segon moviments. - Núm. 18 (K. 456): dues per al primer moviment, un per al tercer. - Núm. 19 (K. 459): per al primer i el tercer moviments. - Núm. 23 (K. 488): per al primer moviment. |

### Improvisació
Potser l'aspecte més controvertit d'aquests concerts és el fet que Mozart, o altres intèrprets de l'època, podrien haver modificat o recreat la part de piano en el curs d'una interpretació. L'habilitat del mateix Mozart per improvisar era cèlebre ja en la seva època i a vegades va arribar a tocar a partir tan sols d'esquemes de les parts de piano. A més, en les partitures dels concerts contenen diverses parts "buides" que han fet pensar que estaven destinades a suggerir a l'intèrpret la realització d'una improvisació ornamental; per exemple, el que s'observa al final del segon moviment del Concert num. 23; o al final del primer subjecte del segon moviment del Concert núm. 24. El manuscrit evidencia que aquesta part ornamentada realment hauria estat improvisada.
El 1840, els germans Hoffmann –Philipp Karl i Heinrich Anton– van publicar unes dades molt interessants. Tots dos havien escoltat una de les interpretacions que Mozart havia portat a terme de dos dels seus concerts –els núm. 19 i núm. 26–, a Frankfurt del Main el 1790. Philip Karl afirmava que Mozart interpretava els seus moviments lents «tendrament i amb bon gust, unes vegades d'una manera i altres d'una altra, d'acord amb la inspiració del seu geni en cada moment», i va publicar més tard, el 1803, les versions ornamentades dels moviments lents de sis dels últims concerts de Mozart (K. 467, K. 482, K. 488, K. 491, K. 503 i K. 595).
El mateix Mozart va escriure a la seva germana l'any 1784 admetent que s'havia perdut una part del moviment lent del K. 451, i un fragment embellit del passatge en qüestió es troba actualment a l'Abadia de Sant Pere de Salzburg, possiblement la part que ell li havia enviat a la seva germana.
Mozart també va escriure versions ornamentades d'algunes de les seves sonates per a piano, com la Sonata Dürnitz, K. 284/205b, el moviment lent de la Sonata K. 332/300k, i el moviment lent de la Sonata K. 457. En totes aquestes obres, els ornaments apareixen en les primeres edicions publicades sota la supervisió de Mozart, fet que suggereix que podrien representar exemples d'ornamentació perquè els seguissin pianistes menys experimentats. L'existència d'aquests afegits de la pròpia mà de Mozart i d'algunes altres versions ornamentades publicades a principis del segle xix suggereixen que el que s'esperava de la interpretació d'aquests concerts, especialment dels moviments breus, era una ornamentació d'acord amb el gust i l'habilitat de l'intèrpret. Per tant, les versions que actualment s'enregistren no reflecteixen amb molta exactitud les interpretacions que escoltaven els oients d'aquelles obres en la seva època.

## Valoració i acollida
El desenvolupament per part de Mozart del concert per a piano fou extraordinari. Dels compositors posteriors, Beethoven va tenir molt present el referent mozartià i posteriorment, només Johannes Brahms va posar atenció realment al model clàssic, com s'observa en l'estructura formal de les seves obres. El seu valor musical i la seva popularitat no es deuen a la seva estructura formal sinó al seu contingut musical. Aquests concerts de Mozart mostren passatges de transició, modulacions, dissonàncies, acords de sexta napolitana i retards descendents. Aquesta habilitat tècnica, combinada amb un domini complet dels recursos orquestrals –en particular de l'ús dels instruments de vent-fusta en els seus concerts tardans–, li van permetre crear una enorme varietat d'afectes, des del caràcter d'òpera còmica del final del Concert núm. 17, fins a l'estat somniador del cèlebre Andante del Concert núm. 21, o la majestuosa expansió del seu Concert núm. 25 «Emperador». El mateix Mozart va donar una gran importància als concerts, alguns dels quals va guardar curosament. Per exemple, el núm. 23 fou publicat de forma pòstuma i la partitura fou conservada per la seva família i un reduït cercle d'amics als quals va demanar explícitament que no la donessin a terceres persones.
Les qualitats d'aquests concerts per a piano, menystingudes durant algun temps, especialment durant el segle xix, han recuperat l'estima del públic en els darrers cinquanta anys; la llarga relació de cèlebres compositors que han escrit cadències per als seus concerts avala aquest fet. Sense cap dubte, Beethoven es va sentir impressionat per aquests concerts: el seu Concert per a piano núm. 3 està inspirat clarament en el Concert per a piano núm. 24 de Mozart, i la seva producció concertística al complet té com a punt de partida les concepcions mozartianes.
Però també aspectes negatius. Fins i tot entre els concerts de la seva etapa de maduresa, hi ha exemples de moviments als quals es podria atribuir que no estan a l'altura del seu geni creatiu. Especialment en alguns dels últims moviments, que poden considerar-se massa lleugers per a equilibrar el contingut dramàtic dels altres dos moviments; per exemple, l'últim moviment del Concert núm. 16. Girdlestone opina que fins i tot en els moviments més cèlebres, com en l'últim moviment del Concert núm. 23, no resolen satisfactòriament els problemes estructurals inherents a la forma rondó i afirma que no fou fins a l'últim moviment de la Simfonia «Júpiter» quan Mozart va aconseguir produir un últim moviment realment grandiós. De la mateixa manera, alguns moviments lents han estat considerats en certes ocasions un punt repetitius. Aquest punt de vista de Hutchings sobre les romances en general, i de la del Concert núm. 20 en particular, és discutit per Grayson, que no pensa igual.
Actualment, almenys tres dels concerts per a piano de Mozart (núm. 20, 21 i 23) es troben entre les obres més enregistrades i conegudes del repertori clàssic. I en el mercat existeixen diversos enregistraments dels concerts, entre els quals cal destacar les versions editades per Philips i Naxos.

## Partitures autògrafes
Les partitures autògrafes dels concerts de Mozart, després de la mort del compositor, van quedar en mans de la seva vídua. Posteriorment, el 1799, van ser posades a disposició de l'editor Johann Anton André i moltes d'elles van passar a les col·leccions de la Biblioteca Estatal de Prússia de Berlín el 1873. Altres autògrafs van anar a parar a mans de l'arqueòleg, filòleg i compositor alemany Otto Jahn, qui les va adquirir el 1869. Una part de la col·lecció d'André va estar circulant per mans privades durant molt de temps, fins que el 1948 Hutchings va recopilar els propietaris dels autògrafs. Dos d'ells (les partitures dels concerts núms. 6 i 21) estaven en possessió de la família Wittgenstein a Viena, mentre que el Concert núm. 5 pertanyia a F. A. Grassnick a Berlín i el Concert núm. 26 era de D. N. Heinemann a Brussel·les. La resta es trobava escampada per diversos museus.
En els darrers cinquanta anys, totes les partitures autògrafes existents han estat portades a diferents biblioteques. La col·lecció d'autògrafs de la Biblioteca Estatal de Prússia fou evacuada completament durant la Segona Guerra Mundial i al front oriental se li va perdre el rastre. Es va donar per desapareguda fins a la dècada de 1970, quan les partitures van reaparèixer a Polònia. En l'actualitat, es troben a la Biblioteca de la Universitat Jagellónica de Cracòvia. A més, han sortit a la llum diverses còpies usades per Mozart i la seva família.

### Localització dels autògrafs
Us presentem una relació de localitzacions dels autògrafs confeccionada per Cliff Eisen l'any 1997.
- Números 1 (K. 37), 2 (K. 39), 3 (K. 40) i 4 (K. 41): Biblioteca de la Universitat Jagellònica, Cracòvia.
- núm. 5 (K. 175): Partitura autògrafa perduda; còpia de la família Mozart: Abadia de sant Pere, Salzburg.
- núm. 6 (K. 238): Biblioteca del Congrés dels Estats Units, Washington D. C.; la còpia de la família Mozart es troba a l'Abadia de sant Pere, Salzburg.
- núm. 7 (K. 242): Biblioteca de la Universitat Jagellònica, Cracòvia. Unes altres còpies: Biblioteca Estatal de Berlín; Biblioteca de la Universitat Stanford.
- núm. 8 (K. 246): Biblioteca de la Universitat Jagellònica, Cracòvia. Còpia de la família Mozart a l'Abadia de sant Pere, Salzburg.
- núm. 9 (K. 271): Biblioteca de la Universitat Jagellònica, Cracòvia. Còpia de la família Mozart a l'Abadia de sant Pere, Salzburg.
- núm. 10 (K. 365): Biblioteca de la Universitat Jagellònica, Cracòvia. Còpia de la família Mozart a l'Abadia de sant Pere, Salzburg; una còpia es troba a Statni Zamek a Zahrady, Kromeriz, República Txeca.
- núm. 11 (K. 413): Biblioteca de la Universitat Jagellònica, Cracòvia. Còpia incompleta de la família Mozart a l'Abadia de sant Pere, Salzburg.
- núm. 12 (K. 414): Biblioteca de la Universitat Jagellònica, Cracòvia. Còpia incompleta de la família Mozart a l'Abadia de sant Pere, Salzburg.
- núm. 13 (K. 415): Biblioteca de la Universitat Jagellònica, Cracòvia. Còpia de la família Mozart a l'Abadia de sant Pere, Salzburg.
- núm. 14 (K. 449): Biblioteca de la Universitat Jagellònica, Cracòvia. Còpia de la família Mozart a l'Abadia de sant Pere, Salzburg.
- núm. 15 (K. 450): Thüringische Landesbibliothek, Weimar, Alemania.
- núm. 16 (K. 451): Biblioteca de la Universitat Jagellònica, Cracòvia. Còpia de la família Mozart a l'Abadia de sant Pere, Salzburg.
- núm. 17 (K. 453): Biblioteca de la Universitat Jagellònica, Cracòvia.
- núm. 18 (K. 456): Biblioteca de la Universitat Jagellònica, Cracòvia.
- núm. 19 (K. 459): Biblioteca de la Universitat Jagellònica, Cracòvia.
- núm. 20 (K. 466): Bibliothek und Archiv, Gesellschaft der Musikfreunde, Viena. Còpia de la família Mozart a l'Abadia de sant Pere, Salzburg.
- núm. 21 (K. 467): Pierpont Morgan Library, Nova York.
- núm. 22 (K. 482): Biblioteca de la Universitat Jagellònica, Cracòvia.
- núm. 23 (K. 488): Biblioteca Nacional de França, París.
- núm. 24 (K. 491): British Library, Londres.
- núm. 25 (K. 503): Biblioteca de la Universitat Jagellònica, Cracòvia.
- núm. 26 (K. 537): Biblioteca del Congrés dels Estats Units, Washington D. C.
- núm. 27 (K. 595): Biblioteca de la Universitat Jagellònica, Cracòvia.